# Oswin Behilia
Oswin Behilia, artiestennaam Chin (Curaçao, 1938), is een Curaçaos singer-songwriter, gitarist, televisiepresentator, programmamaker, festivalorganisator en politicus. Bihilia werd in 2005 onderscheiden met de Cola Debrotprijs.

## Biografie

### Muziek
Oswin Chin Behilia is op Curaçao geboren en wordt door fans gewaardeerd om zijn bronzen stemgeluid. Hij trad wereldwijd op en stopte daar een tijd mee toen hij in 1969 trouwde. Hij bleef ondertussen wel nieuwe muziek componeren. Hij schrijft vaak over wat hem bezorgd maakt. Hij verpakt zijn liedjes in Caraïbisch muziek- en dansritmes van samba, tumba, mazurka, latin, jazz en wals.
Tot zijn bekende liedjes horen Sunú en Plegaria. De laatste werd in mei 2009 vertolkt door zangeres Tania Kross bij het populaire Nederlandse televisieprogramma De Wereld Draait Door. Ze zong het ook als troost tijdens de herdenkingsdienst in Apeldoorn, naar aanleiding van de aanslag op Koninginnedag toen een Antilliaanse dansgroep werd aangereden. Kross had al eerder een goede ervaring met dit lied gehad. Aanvankelijk kwam zij namelijk niet door de conservatoriumauditie in Nederland met een Duits operastuk en evenmin met een Italiaans lied. Haar toelating verkreeg ze uiteindelijk met Plegaria bij het Utrechts Conservatorium.
Behilia is geregeld te zien in Nederland, tijdens concerten en op radio en televisie, maar komt ook in andere landen, van Zuid-Amerika tot Frankrijk en Spanje. Ook zat hij in verschillende Europese landen in jury's op festivals, waaronder het Kneistival in Knokke in België. Zelf noemt hij zich een Wereldtroubadour.
Er gaat een verhaal over Behilia dat hij zong tijdens een songfestival in Chili, waar hij met evenveel punten eindigde als een Italiaanse zanger. Niemand minder dan dictator Augusto Pinochet zou zich tussen de aanwezigen hebben bevonden en hebben bepaald dat de prijs naar die Italiaanse zanger moest gaan, om de betrekkingen goed te houden met de Italiaanse regering.
Bihilia ontving meerdere prestigieuze prijzen, waaronder in 2004 de Tapushi Literario, in 2005 de Cola Debrotprijs en in 2019 het Kruis van verdienste.

### Politiek
Gedurende dertien jaar was hij host van zijn eigen praatprogramma op de Curaçaose televisie, genaamd Tele Patria. Hierin liet hij mensen hun mening geven, waardoor hij goed op de hoogte was van wat er speelde in de samenleving. Toen het contract stop werd gezet, richtte hij zijn eigen politieke partij op met de naam Nos Patria. Het belangrijkste aandachtspunt tijdens de verkiezingen was een tegengeluid tegen ideeën als controle en permanent toezicht die hij aantrof in beleidsstukken van minister Ernst Hirsch Ballin. Hij dacht: "Wat betekent dat, dat we het nooit zonder Nederland kunnen stellen?" Tijdens de verkiezingen van 1990 kreeg hij vijfduizend stemmen en verwierf hij een zetel in de Staten van de Nederlandse Antillen. Daarna werd hij gedeputeerde van de Eilandsraad. De politiek ervoer hij echter als gekonkel en heeft hij daarna verlaten.
Voorafgaand aan 10 oktober 2010 was hij een actief tegenstander tegen de staatkundige hervormingen van de Nederlandse Antillen die de status van Curaçao veranderden in een land binnen het Koninkrijk.